# Marcel Brisebois
Pour les articles homonymes, voir Brisebois.
Marcel Brisebois est un professeur, animateur de radio et animateur de télévision québécois né à Salaberry-de-Valleyfield le 25 octobre 1933 et mort dans la même ville le 18 août 2022.

## Biographie
Marcel Brisebois est licencié en théologie du Grand Séminaire de Montréal. Il est appelé au sacerdoce et ordonné prêtre séculier pour le diocèse de Valleyfield. Il étudie ensuite la philosophie à la Sorbonne, ainsi que l'histoire de l'art.
Dans les années 1970, il est professeur de philosophie au Collège de Valleyfield, puis secrétaire général de l'institution.
En parallèle à son activité d'enseignement, il est animateur à la radio et à la télévision. Il est notamment l'interviewer attitré du réalisateur Raymond Beaugrand-Champagne pour l'émission Rencontres (1971-1990), diffusée à Radio-Canada, et ne craint pas de se rendre, par exemple, à Paris, pour interviewer à domicile un artiste, un écrivain ou un philosophe de renom.
En 1985, il est nommé directeur général du Musée d'art contemporain de Montréal (MAC) et occupe ce poste pendant près de vingt ans (1985-2004). Il est celui qui, après son déménagement de la Cité du Havre, a inauguré, en mai 1992, le nouvel emplacement du musée dans le quadrilatère de Place des Arts.
Le 23 juin 2015, il est arrêté et accusé d'agressions sexuelles. Au moment de son arrestation, il était président de la Commission canadienne d'examen des exportations de biens culturels, et son mandat venait d'être renouvelé, en mars de l'année en cours, pour une durée de trois ans par la ministre du Patrimoine canadien, Shelly Glover. Marcel Brisebois « était visé par un mandat d'arrestation délivré le 15 juin ». Les actes reprochés auraient été commis alors qu'il était secrétaire général du Collège de Valleyfield dans les années 1970.
Il meurt pendant la nuit du 17 au 18 août 2022 à Salaberry-de-Valleyfield à l'âge de 88 ans,.

## Distinctions
- 1990 :  Membre de l'Ordre du Canada[5]
- 1998 : Officier de l'ordre de la Pléiade
- 2002 :  Chevalier de l'Ordre national du Québec[6]
- Chevalier de l'ordre de la Légion d'honneur
- Chapelain magistral du Très vénérable ordre de Saint-Jean